# Le Plessis-Sainte-Opportune
Le Plessis-Sainte-Opportune é uma comuna francesa na região administrativa da Normandia, no departamento de Eure. Estende-se por uma área de 11,18 km². Em 2010 a comuna tinha 340 habitantes (densidade: 30,4 hab./km²).